# 五寨县
五寨县是中国山西省忻州市所辖的一个县。总面积为1379平方公里，2011年人口为14万人，外来人数大约1万。

## 行政区划
五寨县下辖3个镇、9个乡：
砚城镇、小河头镇、三岔镇、前所乡、李家坪乡、孙家坪乡、胡会乡、韩家楼乡、东秀庄乡和杏岭子乡。

## 人口
根據第七次人口普查數據，截至2020年11月1日零時，五寨縣常住人口為100220人。

## 交通
- 209国道过境。